# グルンヴァルト

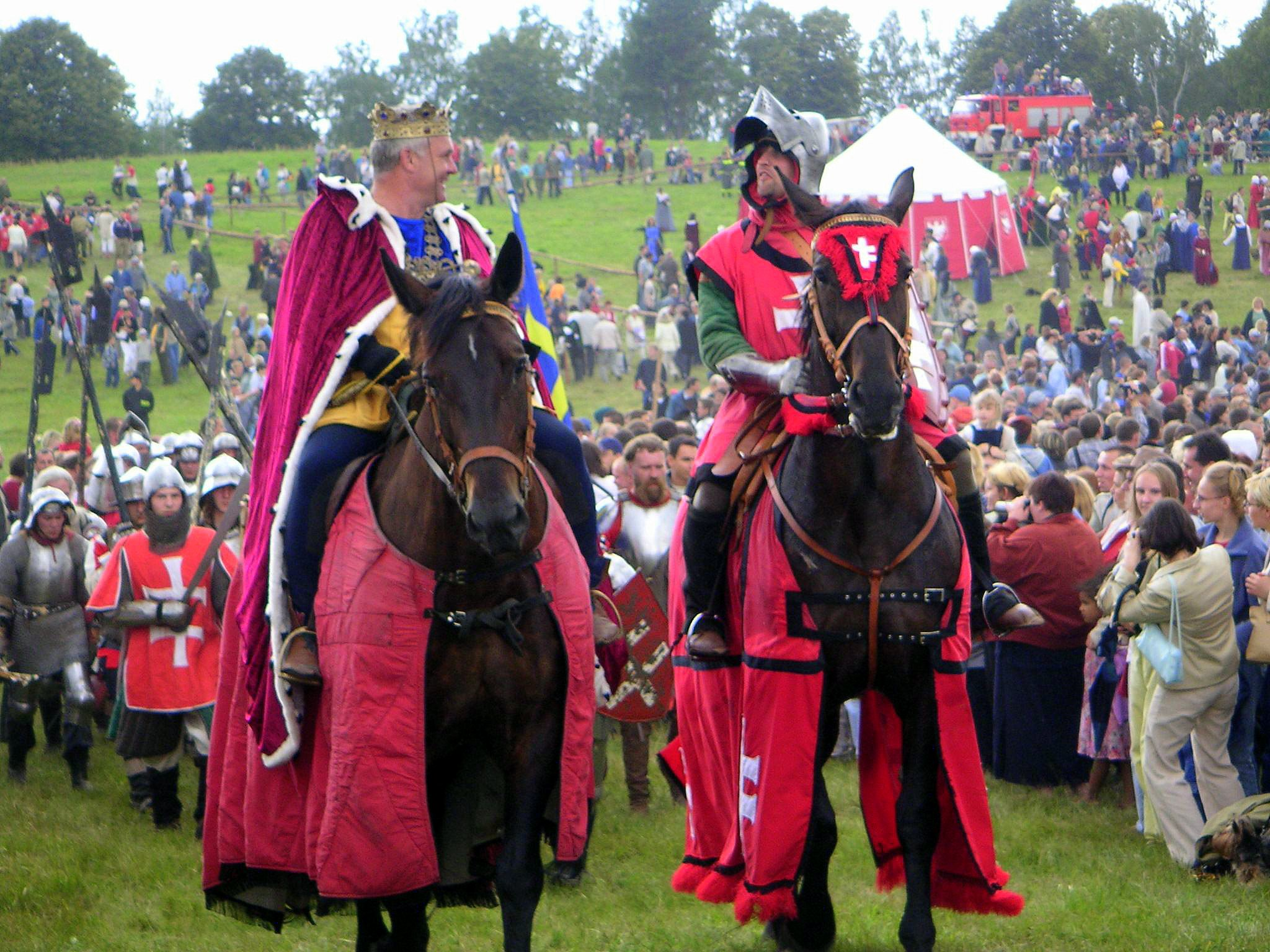
グルンヴァルト再現祭り

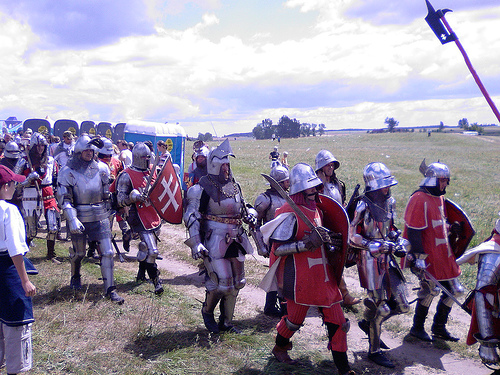
グルンヴァルト再現祭り

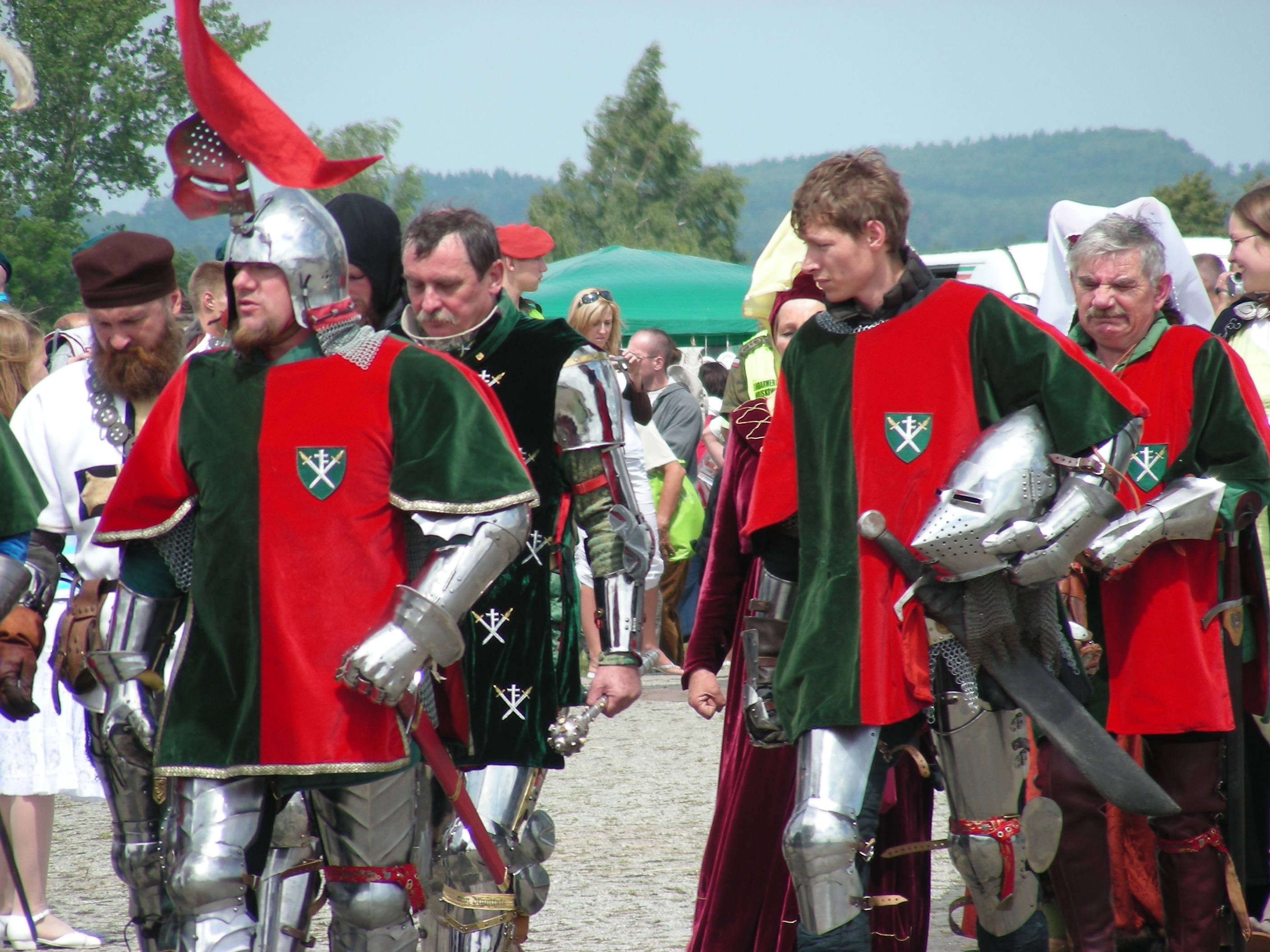
グルンヴァルト再現祭り

グルンヴァルト（Grunwald [ˈɡrunvalt]）はポーランドの村。ヴァルミア・マズールィ県に属する。近隣の都市としては、約40キロ北東の県都オルシュティンなどが挙げられる。ドイツ語ではグリューンフェルデ（Grünfelde）、リトアニア語ではジャルギリス（Žalgiris）と称する。「緑の森」の意。
1410年、この村とステンバルク（ドイツ語・タンネンベルク）村の近くでポーランド・リトアニア連合国（ヤギェウォ朝）とドイツ騎士団の軍が争い、ヤギェウォ朝側（ポーランド・リトアニア連合）が勝利を収めた。これを「グルンヴァルトの戦い」（あるいは「タンネンベルクの戦い」）と呼ぶ。毎年7月になると、この中世の戦いを記念してヨーロッパから来た何千人もの騎士たちが、グルンヴァルト古戦場跡で戦いを再現している（この夏祭りについてはタンネンベルクの戦い (1410年)を参照）。